# Licos de Bitínia
Licos de Bitínia (en llatí Lycus, en grec antic Λύκος) era un riu de Bitínia que naixia a l'est del país i corria cap a l'oest per desaiguar a la mar Negra al sud d'Heraclea Pòntica, a uns 20 estadis de la ciutat, en un lloc anomenat Campus Lycaeus. En parlen Escílax de Carianda, Flavi Arrià, Xenofont, Ovidi i Plini el Vell, que erròniament diu que la ciutat d'Heraclea estava situada a la riba d'aquest riu.